# Rivajlding
Rivajlding predstavlja poseban oblik zaštite prirode koji ima za cilj obnavljanje i zaštitu prirodnih procesa i područja divljine, sa ciljem da se poveća populacija određenje životinjske vrste. Ovo može uključivati obezbeđivanje povezanosti između ekosistema, zaštitu ili ponovno uvođenje predatora i ključnih vrsta životinja.

## U praksi
Rivajlding se prvenstveno koristi za obnavljanje ugroženih vrsta divljih životinja kako bi se povećala biološka raznolikost na određenom područiju. Za razliku od aktivnijih oblika upravljanja prirodnim resursima, ovakav oblik ekološke obnove je sa akcentom na tome da se ljudi povuku i prepuste neko područje prirodnom razvoju, nakon što se obezbede početni uslovi za prirodnu regeneraciju. 
Međunarodna unija za zaštitu prirode, u konsultaciji sa preko 150 stručnjaka, je razvila principe i smernice za pravilno i bezbedno vođenje inicijativa za rivajlding.
Među pionirima ove metode je organizacija Rewilding Europe, osnovana u Holandiji 2011. godine, sa ciljem da milion hektara zemlje, uglavnom napuštenih poljoprivrednih površina, u deset evropskih oblasti, ponovo oplemeni do 2020. Projekat je uključivao lokalitete zapadnog Pirinejskog poluostrva, Velebita, Karpata i Delte Dunava, a prva faza projekta je uspešno finalizovana.
Tokom decenije rivajldinga na područiju Evropske Unije obnovljene su populacije mnogih vrsta među kojima su iberijski i evroazijskj ris, sivi vuk, evropski šakal, mrki medved, evropski bizon, jelen, beloglavi i egipatski sup, veliki beli pelikan, uz još nekoliko drugih vrsta evropskih divljih životinja čija je populacija bila u padu ili na ivici opstanka.